# Rukhshana Media
Rukhshana Media (en darí: رسانه رخشانه‎) es una organización de medios de comunicación de mujeres afganas creada en noviembre de 2020 en memoria de Rukhshana, una joven lapidada hasta la muerte en 2015 en la provincia de Gaur por haber huido con un amante después de un matrimonio forzado.

## Historia
Rukhshana Media se creó en noviembre de 2020 por Zahra Joya para centrarse en historias de y sobre mujeres afganas. El nombre "Rukhshana" se refiere a una adolescente de la provincia de Gaur llamada Rukhshana que en 2015 fue acusada de adulterio y lapidada hasta la muerte. Un vídeo de la lapidación circuló ampliamente y obtuvo atención internacional. El asesinato de Rukhshana fue uno de los crímenes de honor de mujeres que huyeron de matrimonios forzados o de mujeres víctimas de violación en la provincia de Ghor a mediados de la década de 2010.
Las temáticas que aborda Rukhshana Media incluyen "salud reproductiva de las mujeres, violencia doméstica y sexual y discriminación de género".  Durante la ofensiva talibana de 2021, Rukhshana Media informó que los talibanes violarían los derechos de las mujeres y que las mujeres divorciadas que permanecieran solteras estaban en riesgo por parte de los talibanes. En julio de 2021, Rukhshana Media, junto con Time y The Fuller Project, informaron sobre la prohibición de asistir a la escuela a "miles" de niñas en las zonas ocupadas por los talibanes en Afganistán, y sobre la negación de la autorización para enseñar a las maestras de las escuelas para niñas que recibían amenazas de muerte. Según el informe, sólo a las niñas de hasta 12 años se les permitía asistir a la escuela, se les exigía llevar nicab o burka y se aumentó el número de horas de enseñanza del Corán.
El 15 de agosto de 2021, día de la caída de Kabul, Rukhshana Media anunció sus planes de lanzar una versión de su sitio web de noticias en inglés, además de sus informes existentes en darí.
Durante la ofensiva talibana de 2021, las periodistas de Rukhshana Media estuvieron en peligro por el alto riesgo de asesinato de mujeres periodistas. La revista Columbia Journalism Review afirmó que los riesgos para los periodistas afganos en general y para las mujeres periodistas en particular siguen siendo altos tras la caída de Kabul el 15 de agosto de 2021 en manos de las fuerzas talibanes.